# Nuclear Gandhi

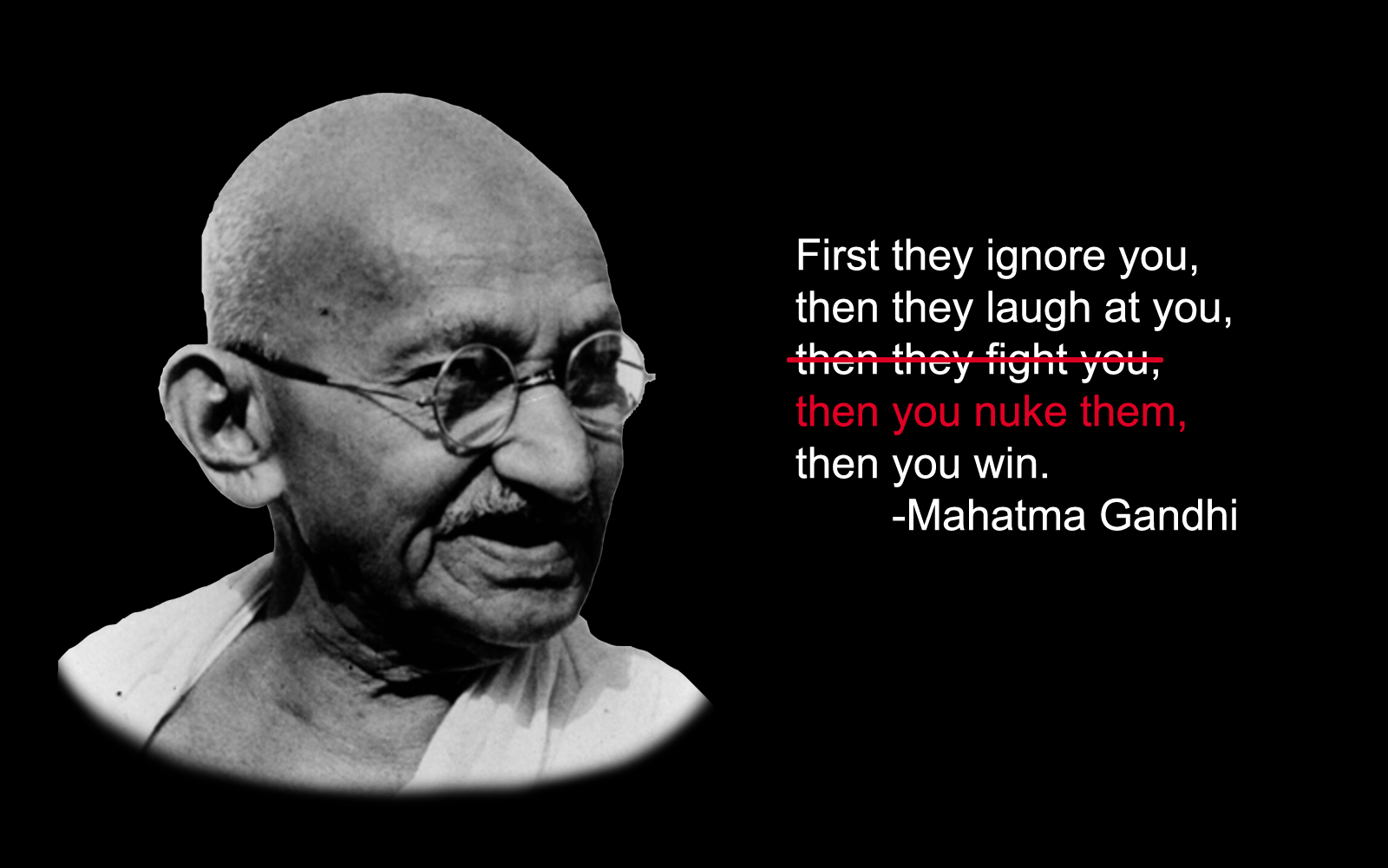
Nuclear Gandhi als Meme

Nuclear Gandhi (englisch für nuklearer Gandhi) bezeichnet eine urbane Legende über das 1991 erschienene Videospiel Civilization, nach der Mahatma Gandhi, einer der möglichen Spielgegner, eine plötzliche Tendenz entwickle, Atomwaffen einzusetzen. 
Oft als Lehrbuchbeispiel für arithmetischen Überlauf zitiert und als Internetmeme verbreitet, galt Nuclear Gandhi lange Zeit als einer der bekanntesten Bugs in einem Computerspiel. 2020 bestätigte der Gründer der Reihe, Sid Meier, allerdings, dass diese urbane Legende für das ursprüngliche Spiel falsch sei.

## Hintergrund
Es kursieren verschiedene Versionen der urbanen Legende im Internet. Nach einigen sei der Programmfehler nicht im ersten Teil des Spiels, sondern in Civilization II, dem zweiten Teil, vorgekommen.
Nach der gängigsten Version werde das Maß der Aggression für computergesteuerte Spieler als 8-Bit-Zahl gespeichert, wodurch Werte zwischen 0 und 255 angenommen werden konnten. Gandhi als pazifistischer Gegner habe den Wert 1 zugewiesen bekommen. Durch den Wechsel der Regierungsform zur „Demokratie“ werde das Maß der Aggression bei einem NPC um den Wert 2 auf −1 gesenkt. Da −1 aber kein möglicher Wert sei, komme es zu einem arithmetischen Überlauf und der Wert werde zu 255 – dem höchstmöglichen Wert.
In seiner Autobiografie Sid Meier’s Memoir! enthüllte der Gründer der Reihe Sid Meier 2020, dass er die Geschichte zwar witzig finde, aber daran nichts wahr sei. So einen arithmetischen Überlauf könne es gar nicht gegeben haben. Dass Gandhi in dem Spiel Kernwaffen einsetzen kann, sei beabsichtigt gewesen.

## Verbreitung als Internetphänomen
Seit den 2010er Jahren verbreitete sich diese urbane Legende unter Videospielern, wobei die Belege für die Behauptung sich häufig gegenseitig zitierten. Häufig wird es als Internetmeme geteilt, wo die meistens pazifistischen Zitate Gandhis in nukleare Kriegsdrohungen gewendet werden. 2015 erhielt Nuclear Gandhi einen Eintrag in der Webseite Know Your Meme.

## Nachwirkung
In Anspielung auf die Legende wurde dieses Verhalten tatsächlich in Civilization V, dem fünften Hauptspiel der Reihe, als Easter Egg einprogrammiert und in der Folge häufiger als vermeintlicher Beleg für die urbane Legende zitiert. In Civilization VI kann Gandhi mit 70-prozentiger Wahrscheinlichkeit die Agenda „Nuke Happy“ haben, die ihn dazu verleitet, Atomwaffen zu bauen.